# Modèle 70/20/10
 (septembre 2019).
Le modèle 70/20/10 est un modèle du champ des sciences de l'apprentissage et du développement (également appelé 70-20-10 ou 70:20:10 en anglais). 
Ce modèle suggère une répartition proportionnelle des modalités par lesquelles les gens apprennent efficacement. Il a été établi sur la base d'un sondage déclaratif réalisé auprès de 200 cadres, où il leur était demandé d'indiquer quelles modalités d'apprentissage leur apparaissaient les plus proches de leurs expériences. 
Dans ce sondage, les répondants ont indiqué qu'ils avaient appris selon les modalités d'apprentissage suivantes :  
- 70 % en contexte de résolution de tâches difficiles
- 20 % en contexte social, au cours d'interactions sociales (developmental relationships)
- 10 % par les cours et la formation académique

Lombardo et Eichinger ont expliqué quel était leur raisonnement derrière le modèle 70/20/10 dans The Career Architect Development Planner : « Le développement des compétences commence généralement par une prise de conscience du besoin actuel ou futur, avec la motivation pour agir. Cette prise de conscience peut venir d'un feedback, d'une erreur, d'avoir vu les réactions d'autres personnes, d'un échec ou du sentiment de ne pas être à la hauteur d'une tâche, autrement dit de l'expérience. Les probabilités sont que le développement sera issu globalement de 70 % d'expériences vécues sur le tas - en travaillant sur des tâches et sur des problèmes; environ 20 % de feedbacks et de recherche de bons et de mauvais exemples sur un sujet précis ; et 10 % des cours et de la lecture ».

## Critiques
Ce modèle a été l'objet de nombreuses critiques, notamment due à un manque de données empiriques, l'utilisation de nombres parfaitement pairs, par rapport à la nature déclarative de l'enquête et l'échantillon choisi (c'est-à-dire demander à des gestionnaires déjà performants de réfléchir à leurs expériences). De plus, le modèle peut ne pas refléter le rôle des nouvelles technologies et notamment l'apprentissage en ligne. Par exemple, il ne tient pas compte de l'importance que l'apprentissage informel a acquis récemment.Enfin le modèle 70/20/10  ne donne pas de pistes d'action. Andy Jefferson, auteur et professionnel de l'apprentissage et du développement, affirme que « ce n'est ni un modèle factuel et scientifique, ni une recette de la meilleure façon de favoriser le développement cognitif ». 